# Graeffea erythroptera
Graeffea erythroptera is een insect uit de orde Phasmatodea en de  familie Phasmatidae. De wetenschappelijke naam van deze soort is voor het eerst geldig gepubliceerd in 1792 door Olivier.